# لیبی تنر
لیبی تنر (به انگلیسی: Libby Tanner) (زاده ۲۵ فوریه ۱۹۷۰ در ملبورن در ایالت ویکتوریای استرالیا) بازیگر استرالیایی است.

## زندگینامه
نام واقعی او الیزابت تنر است و دارای چشمانی سبز با قد ۱٬۵۹ است.
وی فارغ‌التحصیل رشته هنر در دانشگاه بالارت است.
او در سال ۲۰۰۱ صاحب فرزند دختری به نام ادی ون وریندز از همسرش برایان وریندز شد.
نخستین بار معلم هنر وی او را مجبور کرد تا در تئاتر حضور پیدا کند ولی او قبول نکرد اما چندی بعد پذیرفت.
لیبی کار خودش را از سال ۱۹۸۵ با مجموعه تلویزیونی همسایه‌ها شروع کرد و از سال ۱۹۹۸ کار خود را در سریال پرستاران در نقش برانی کرگ آغاز کرد و با کمک گروه فیلم‌ساز و بازیگران سری اول سریال در سال ۲۰۰۳ به پایان رسید.
اما پس از مدتی استراحت دوباره کار ساخت ادامه یافت تا در سال ۲۰۰۵ این پروژه به پایان رسید. آخرین کار وی در سال ۲۰۰۶ با عنوان بلک جک است.
در جشنی که در سال ۲۰۰۵ در ملبورن برگزار شد لیبی تنر به عنوان یکی از ۱۰ بازیگر برتر سال استرالیا انتخاب شد.

## فیلم‌ها
از فیلمهای و سریال‌های معروف و نامعروف او عبارت‌اند از:
- سریال همسایه‌ها (۱۹۸۵)
- زندگی (۱۹۹۶)
- تمام میدان‌های ستاره (۱۹۹۹)
- پرستاران (۲۰۰۲)
- مأموران مخفی پلیس (۲۰۰۳)
- آتش‌نشانان (۲۰۰۴)
- سریال بلک جک (۲۰۰۶)
- نجات: عملیات ویژه (۲۰۰۹)